# Décès en août 1989
Décès
- 1985
- 1986
- 1987
- 1988
- 1989
- 1990
- 1991
- 1992
- 1993

Pour une information complémentaire, voir la page d'aide.

| Date     | Nom                | Activités                                                                                  | Âge | Source |
| -------- | ------------------ | ------------------------------------------------------------------------------------------ | --- | ------ |
| 1er août | Karin Glasell      | artiste textile et peintre suédoise                                                        | 77  | (sv)   |
| 1er août | John Ogdon         | pianiste et compositeur britannique                                                        | 52  |        |
| 2 août   | Marcel Stern       | compositeur et violoniste français                                                         | 79  |        |
| 2 août   | Luiz Gonzaga       | chanteur et compositeur populaire brésilien                                                | 76  |        |
| 3 août   | Johannes Schöne    | footballeur et entraineur Est-allemand                                                     | 69  |        |
| 6 août   | Hubert Beuve-Méry  | journaliste français, fondateur du quotidien Le Monde                                      | 87  |        |
| 9 août   | Wilhelm Holmqvist  | archéologue et historien de l'art suédois                                                  | 84  |        |
| 9 août   | Karl Kvaran        | peintre et dessinateur islandais                                                           | 64  | (en)   |
| 12 août  | Henri Goetz        | peintre et graveur français d'origine américaine                                           | 79  |        |
| 12 août  | William Shockley   | physicien américain et inventeur du transistor                                             | 79  |        |
| 13 août  | Ruth Brandt        | artiste, peintre et enseignante irlandaise                                                 | 53  | (en)   |
| 15 août  | Earl B. Ruth       | homme politique américain                                                                  | 73  |        |
| 18 août  | Bert Oosterbosch   | coureur cycliste néerlandais                                                               | 32  |        |
| 18 août  | Max Douguet        | officier de marine, explorateur et peintre français                                        | 86  |        |
| 19 août  | Henri Belunza      | footballeur argentin, par la suite naturalisé français                                     | 77  |        |
| 20 août  | José Peirats Valls | militant et historien syndicaliste et anarchiste espagnol                                  | 81  | (en)   |
| 22 août  | Huey Newton        | homme politique, écrivain et théoricien afro-américain, cofondateur du Black Panther Party | 47  |        |
| 22 août  | Robert Grondelaers | coureur cycliste belge                                                                     | 56  |        |
| 22 août  | George Flahiff     | cardinal canadien, archevêque de Winnipeg (Canada)                                         | 83  |        |
| 25 août  | Roman Palester     | pianiste, compositeur de musique de film et de symphonies polonais                         | 81  | (en)   |
| 30 août  | Joe De Santis      | acteur et sculpteur américain                                                              | 80  |        |
| 30 août  | Arsène Heitz       | peintre français                                                                           | 80  |        |
| 31 août  | Michele Cascella   | peintre, aquarelliste et pastelliste italien                                               | 96  |        |